# Церква Святого Миколая (Боків)
Церква Святого Миколая в Бокові — парафія і храм греко-католицької громади Підгаєцького деканату Бучацької єпархії Української греко-католицької церкви в селі Боків Тернопільського району Тернопільської области.
Оголошена пам'яткою архітектури місцевого значення.

## Історія церкви
За переказами, церква в селі існувала ще в 1600 році. Сучасний храм Святого Миколаї, збудований за кошти Аполонії Шумлянської і Лева Збикальського, датується 1708 роком, коли його освятив Львівський єпископ Йосиф Шумлянський. З цього часу парафія була греко-католицькою до 1946 року. У період з 1946 по 1990 рік вона належала РПЦ, а у 1990 році знову повернулася до УГКЦ, у якій перебуває дотепер.
У 2001 році парафію відвідав з єпископською візитацією владика Бучацької єпархії Іриней Білик. На парафії активно діють: братство «Апостольство молитви» (з 2004), спільнота «Матері в молитві» (з 2010) та Вівтарна дружина (з 1995). На території села є фігура Матері Божої та кілька хрестів. У 2013 році фігура Матері Божої була відреставрована за кошти Богдана Палія та Василя Галія.

## Парохи
- о. Іван Щуровський (1877—1891),
- о. Йосиф Щедрінський (1891—1895),
- о. Володимир Шинкірик (1895—1915),
- о. Корнель Кумицькій (1915—1916),
- о. Антін Садомора (1916—1924),
- о. Петро Каблак (1924—1942),
- о. Володимир Маруда (1989—1993),
- о. Богдан Думінський (1993—1998),
- о. Руслан Ковальчук (1999—2002),
- о. Василь Пазюк (2003—2005),
- о. Святослав Жабюк (2005—2008),
- о. Микола Януш (2008—2011),
- о. Роман Литвинів (2011),
- о. Володимир Фурман (2011),
- о. Михайло Кав’як (з 2012).